# 梅迪西夫卡
49°44′56″N 26°21′42″E / 49.74889°N 26.36167°E
梅迪西夫卡（羅馬化：Medysivka）是位於烏克蘭西部的村莊，由赫梅利尼茨基州赫梅利尼茨基區的泰奧菲波爾市鎮負責管轄。該村始建於1579年，面積0.95平方公里，海拔高度294米，2001年人口312，人口密度每平方公里328.4人。